# José Vicente Rueda Almonacid
José Vicente Rueda Almonacid (1954) es un herpetólogo colombiano.
Es coordinador del Programa de Biodiversidad y Especies Amenazadas, Conservación Internacional Colombia.

## Obra

### Algunas publicaciones
- Las Tortugas y Los Cocodrilianos de Los Países Andinos de Trópico, 2007, v. 6 de Serie de guías tropicales de campo. Contribuyó Conservation International. Ed. ilustrada de Conservación Internacional,   537 p. ISBN 1934151106, ISBN 9781934151105

- Ranas arlequines, 2005, v. 5 de Serie Libretas de Campo. Editores José Vicente Rueda Almonacid, Enrique La Marca. Contribuyó Conservation International, 158 p. ISBN 9589769047 ISBN 9789589769041

- Tortugas marinas neotropicales, 2005. Serie Libretas de Campo. Ed. Panamericana Formas e Impresos S.A., 88 p.

## Obra

### Taxones descritos
- Anadia bumanguesa Rueda-Almonacid & Caicedo, 2004
- Anolis inderenae Rueda & Hernández-Camacho, 1988
- Anolis megalopithecus Rueda-Almonacid, 1989
- Anolis ruizi Rueda & Williams, 1986
- Atelopus arsyecue Rueda-Almonacid, 1994
- Atelopus mittermeieri Acosta-Galvis, Rueda-Almonacid, Velásquez-Álvarez, Sánchez-Pacheco & Peña-Prieto, 2006
- Atelopus muisca Rueda-Almonacid & Hoyos, 1992
- Hylomantis danieli (Ruiz-Carranza, Hernández-Camacho & Rueda-Almonacid, 1988)
- Pristimantis actinolaimus (Lynch & Rueda-Almonacid, 1998)
- Pristimantis bicolor (Rueda-Almonacid & Lynch, 1983)
- Pristimantis factiosus (Lynch & Rueda-Almonacid, 1998)
- Pristimantis fallax (Lynch & Rueda-Almonacid, 1999)
- Pristimantis fetosus (Lynch & Rueda-Almonacid, 1998)
- Pristimantis helvolus (Lynch & Rueda-Almonacid, 1998)
- Pristimantis lemur (Lynch & Rueda-Almonacid, 1998)
- Pristimantis lichenoides (Lynch & Rueda-Almonacid, 1997)
- Pristimantis parectatus (Lynch & Rueda-Almonacid, 1998)
- Pristimantis penelopus (Lynch & Rueda-Almonacid, 1999)
- Pristimantis suetus (Lynch & Rueda-Almonacid, 1998)
- Pristimantis susaguae (Rueda-Almonacid, Lynch & Galvis-Peñuela, 2003)
- Pristimantis torrenticola (Lynch & Rueda-Almonacid, 1998)
- Pristimantis tribulosus (Lynch & Rueda-Almonacid, 1997)
- Pristimantis veletis Lynch & Rueda-Almonacid, 1997
- Pristimantis viejas (Lynch & Rueda-Almonacid, 1999)
- Ptychoglossus eurylepis Harris & Rueda, 1985
- Ptychoglossus grandisquamatus Rueda, 1985
- Ranitomeya daleswansoni (Rueda-Almonacid, Rada, Sánchez-Pacheco, Velásquez-Álvarez & Quevedo-Gil, 2006)
- Ranitomeya dorisswansonae (Rueda-Almonacid, Rada, Sánchez-Pacheco, Velásquez-Álvarez & Quevedo-Gil, 2006)
- Sphenomorphus knollmanae Brown, Ferner & Rueda, 1995

## Honores

### Taxones epónimos
- Pristimantis ruedai (Ruiz-Carranza, Lynch & Ardila-Robayo, 1997)
- Hyalinobatrachium ruedai Ruiz-Carranza & Lynch, 1998
- Nymphargus vicenteruedai Velásquez-Álvarez, Rada, Sánchez-Pacheco & Acosta-Galvis, 2007

## Abreviatura (zoología)
La abreviatura Rueda Almonacid  se emplea para indicar a José Vicente Rueda Almonacid como autoridad en la descripción y taxonomía en zoología.